# Newton Compton Editori

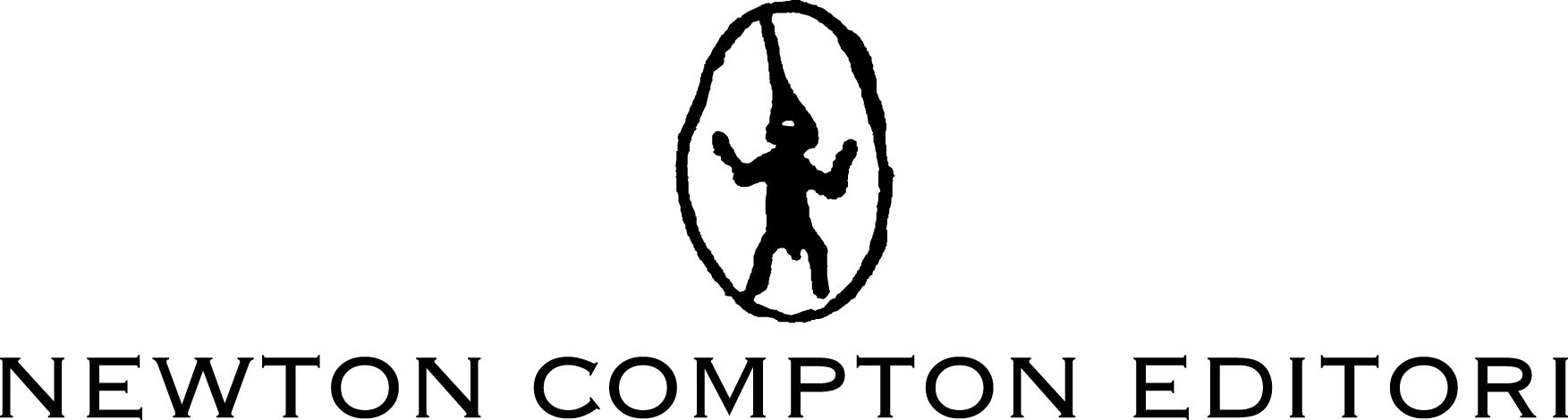
Logomarca da empresa

Newton Compton Editori é uma editora italiana. A editora foi fundada em Roma por Vittorio Avanzini em 1969. A companhia publica principalmente edições de baixo custo de clássicos literários, livros de suspense e ficcção científica.

## Newton Compton Brasil
Na década de 1990 a editora abriu uma filial no Rio de Janeiro e publicou alguns livros no Brasil a preços populares, ao custo de R$ 2,00. Os livros eram vendidos tanto em livrarias quanto em bancas de jornal por todo o Brasil. Entre os livros publicados, destacam-se algumas coleções.

### Clássicos Econômicos Newton
- Volume 1: O Último Dia de um Condenado à Morte (Victor Hugo)
- Volume 2: Aforismos (Oscar Wilde)
- Volume 3: Hamlet, Príncipe da Dinamarca (William Shakespeare)
- Volume 4: Dr. Jekyll e Mr. Hyde (Robert Louis Stevenson)
- Volume 5: O Chamado da Floresta (Jack London)
- Volume 6: O Ladrão de Cadáveres (Robert Louis Stevenson)
- Volume 7: O Poema do Haxixe (Charles Baudelaire)
- Volume 8: Um Comedor de Ópio  (Charles Baudelaire)
- Volume 9: A Origem das Espécies (Charles Darwin)
- Volume 10: Um Conto de Natal (Charles Dickens)
- Volume 11: O Anticristo (Friedrich Nietzsche)
- Volume 12: Aforismos, Máximas e Pensamentos (Napoleão Bonaparte)
- Volume 13: A Menina dos Olhos de Ouro (Honoré de Balzac)
- Volume 14: Cândido (Voltaire)

### O Clássico Econômico do Suspense
- Volume 1: A Esmeralda Maldita (Edgar Wallace)
- Volume 2: Crime no Castelo de Popa (Mary Roberts Rinehart)
- Volume 3: A Porta de Sete Chaves (Edgar Wallace)
- Volume 4: A Pegada Gigante (Edgar Wallace)
- Volume 5: Charlie Chan e o Camelo Preto (Earl Derr Biggers)
- Volume 6: O Caso Jennie Brice (Mary Roberts Rinehart)
- Volume 7: O Duplo Mistério de Ravensdene Court (Joseph Fletcher)
- Volume 8: A Porta do Traidor (Edgar Wallace)
- Volume 9: A Volta dos Três (Edgar Wallace)
- Volume 10: O Mistério de Marchester Royal (Joseph Fletcher)

### Fantásticos Econômicos Newton
- Volume 1: Contos do Terror (Edgar Allan Poe)
- Volume 2: A Casa Sobre o Abismo (William Hope Hodgson)
- Volume 3: A Nuvem Envenenada (Arthur Conan Doyle)
- Volume 4: Pregos Vermelhos (Robert E. Howard)